# 電通アイソバー
電通アイソバー株式会社（Dentsu Isobar Inc.）は、かつて存在した東京都中央区に本社をおくグローバルデジタルエージェンシー。世界45カ国と85以上の拠点でボーダレスにサービスを提供するIsobarネットワークの一員として、最先端のデジタルマーケティングの知見や、Service Design等のクリエーティビティとテクノロジーを融合したメソドロジー、システム開発やデータ解析等の専門知識を駆使し、複雑なビジネス課題を創造的に解決するサービスを提供していた。

## 沿革
- 2001年 4月 - 電通グループ・富士ゼロックス（現:富士フイルムビジネスイノベーション）・大日本印刷・凸版印刷・共同印刷と共同のジョイントベンチャーとして、渡邊竜介代表取締役社長、星名勧取締役副社長、輿石正和取締役により株式会社デジタルパレットを設立。
- 2005年 4月 - 関西支社を設立。
- 2007年 2月 - 米国アベニューA レイザーフィッシュ社（現・Publicis Sapient社、2009年に仏・Publicis傘下へ）と資本・業務提携。 社名を株式会社 電通 アベニューA レイザーフィッシュと変更。
- 2009年 1月- 社名を株式会社 電通レイザーフィッシュと変更。同年11月、得丸 英俊が代表取締役社長（CEO）に就任
- 2015年 7月 - 電通デジタル・ホールディングスが仏・Publicisより株式を取得、同社の完全子会社となる。社名を株式会社 電通iXと変更。

- 2016年 1月 - 電通グループのグローバルネットワーク・ブランドの１つであるIsobar（アイソバー）の一員として、グループにとっての中核市場である日本においてデジタル領域の強化・拡充を推進していくためにアイソバー・ジャパン株式会社と合併。社名を電通アイソバー株式会社と変更。

- 2021年 7月 電通デジタルと合併し、消滅。

## 事業内容

### 提供サービス
MARKETING & COMMUNICATIONS
顧客とのエンゲージメントを高め、行動を促すブランドやアイデア主導のエクスペリエンスを構築する。
ECOSYSTEMS & COMMERCE
実用的で取引を促すプラットフォームとシステムにより、認知から購買までのエクスペリエンスを構築する。
PRODUCTS & SERVICES
新しい価値を生み出し、収益を向上させるサービスを創造し革新する。
TRANSFORMATION CONSULTING
企業の指数関数的な成長を実現するための戦略策定を支援する。

### サービス内容
CONSULTING & PLANNING
顧客のあらゆる行動をブランド体験と捉え、戦略立案から施策実行までワンストップに実現。国内・海外のデジタルマーケティングを支援する。
SOCIAL MEDIA
100を超えるブランドのSNS運用実績のノウハウを活かし、ソーシャルでしかできないコミュニケーションによって、顧客とのエンゲージメントを向上させる。
CREATIVE & TECHNOLOGY
クリエーティブな視点で課題を抽出し、テクノロジーを掛け合わせた新しい体験を提供。企業と顧客に価値あるコミュニケーションを創造する。
PLATFORM & SOLUTION
プラットフォームの導入から施策実行に至るまでワンストップでサポート。データを有効に活用した高度なデジタルマーケティングを実現する。
DATA DESIGN & MANAGEMENT
人々の生活の軌跡であるデータを生かし、次のアクションにつながるアナリティクス（分析・解析）を実践。求める成果へとビジネスを誘導する。
MEDIA PLANNING
顧客にとって最適なコンタクトポイントを見極め、メッセージを効率的に届けるシナリオを創出。課題を解決するとともに、ビジネスを成功へ導く。

### 企業理念
Mission:
Our mission is to transform businesses, brands and people's lives with the creative use of digital.
私たちのミッションはデジタルを創造的に活用して企業のブランド、そしてビジネス、さらには人々の生活を変革していくことです。
Vision：
We are the CX Design Firm.
Value：
As One, with Respect.

### 支社
- 関西支社
  - 530-0005
  - 大阪府大阪市北区中之島2-2-2 大阪中之島ビル10F

## 事件・不祥事

### 隠れ残業報道
2017年 12月、社内の「隠れ残業」問題を東京新聞・共同通信・産経新聞・福井新聞が報じた。
報道では、複数社員が自宅に仕事を持ち帰り未明まで作業を行うことを繰り返しており、管理職もその事実を把握していたことが明らかになっている。
東京新聞は「業務量過多を背景に、過重労働が是正できていない現状が浮き彫りになった」と結論づけている。
これらの報道は、親会社である電通で生じた、社員の過労飛び降り自殺の発生から2年が経過し、事件の有罪判決が確定した直後であった。

#### 社説
高知新聞は「【隠れ残業】労働への価値観見直そう」と題した社説を掲載し、「違法な長時間労働が常態化し、若い命が失われたのに、問題の本質にメスは入っていないのか」と批判した。

#### 識者の見解
報道を受けて、社会学者の河合薫は自身のメールマガジンにて、「社員の自殺も他人事か。電通グループ会社「隠れ残業」の罪」と題した論考を発表。
親会社である電通の過労自殺を題材に、「『長く働くことで成果を出す』のが成功だと考える経営者がいる限り、過労死や過労自殺は絶対になくなりません」との見解を示した。

### セクシャルハラスメント報道
2018年 3月、社内の「セクシャルハラスメント」問題をBuzzFeed Japanが報じた。
報道では、社内でセクハラを受けた女性に対して、電通アイソバーが以下の対応をとったとされている。
- 社内のハラスメント相談窓口は、被害者女性の相談を一方的に打ち切った。
- 被害事実調査を拒否した。
- 説明を求める被害者側に対して回答を拒否した。
  - 被害者女性の訴えを「加害者男性のプライバシー権侵害にあたる」とした。[9]
- 企業としての責任を否定した。

## セクハラ被害の詳細
社内のハラスメント相談窓口に被害相談を一方的に打ち切られた被害者女性は「総合サポートユニオン（ブラック企業ユニオン／裁量労働制ユニオン）」に加入し、会社側へ対応を求めた。
ブラック企業ユニオンは電通アイソバーがとったとされる対応を一部公表し、電通アイソバーの「法律違反」や「セクハラに例外があるという主張」を批判している。

### 労働組合法違反
回答を求める被害者女性に対して、2週間以上にわたって回答を行わなかった。
問い合わせをしたブラック企業ユニオンに対して、「担当者のスケジュールがわからない」と回答を拒否した。
ブラック企業ユニオンはこれを「回答から逃げ回っている」「労働組合法違反である」と主張し、「これが働き方改革の実態である」と批判している。

### セクハラとは限らない
被害者女性は加害者男性から以下のセクハラ被害を受けた。
- 「男性社員から性的な質問をされる」
- 「男性社員から身体を触られる」
- 「打ち合わせの場やメールで、卑猥な会話をたびたび聞かされる」

電通アイソバーはこれらの言動が「セクハラに当たるとは限らない」との見解を示した。